# Ilin-Jurjach
L'Ilin-Jurjach (in russo Илин-Юрях?; in lingua sacha: Илин-Юрэх, Ilin-Jurėch) è un fiume della Russia siberiana orientale, componente di destra della Rossocha (bacino idrografico della Alazeja).

## Percorso
Ha origine nella periferia occidentale del bassopiano della Kolyma dalla confluenza dei fiumi Chotol (lungo 159 km) e Časkina-Sjane (102 km); scorre successivamente in un territorio pressoché disabitato, pianeggiante e ricchissimo di laghi (se ne contano circa 3 000, per una superficie complessiva di 1 500 km² sui 9 730 totali del bacino). Unendosi all'Arga-Jurjach dà origine al fiume Rossocha. L'Ilin-Jurjach ha una lunghezza di 178 km (337 km se contati dalla sorgente del Chotol). Il principale tributario del fiume è l'Ulachan-Sėn (75 km).
L'Ilin-Jurjach è gelato, mediamente, dai primi di ottobre ai primi di giugno.